# Felipe Ángeles
Felipe de Jesús Ángeles Ramírez (Zacualtipán, 13 giugno 1868 – Chihuahua, 26 novembre 1919) è stato un generale e rivoluzionario messicano, noto per aver partecipato alla rivoluzione messicana, quando lavorò come braccio destro di Pancho Villa e capo di stato maggiore della División del Norte.

## Biografia
Felipe Ángeles nacque il 13 giugno 1868 a Zacualtipán (Hidalgo), da Felipe Ángeles e Juana Ramírez. Il padre era un agricoltore e partecipò alla guerra messico-statunitense nel 1847 e alla guerra contro i francesi e l'impero di Massimiliano I nel 1862.
Studiò a Pachuca e all'Eroico Collegio Militare a Città del Messico. Nel 1908 partì per la Francia come tenente per studiare l'artiglieria moderna. Era a Parigi quando nel 1910 scoppiò la rivoluzione messicana, e non gli fu permesso di tornare in Messico. Nel 1912, fu in grado di tornare sotto il nuovo presidente Francisco Madero. Madero lo nominò direttore dell'Accademia militare di Chapultepec. Fu inviato nello stato di Morelos per reprimere la ribellione di Emiliano Zapata. Tuttavia, concesse l'amnistia ai ribelli, e grazie a questo la violenza diminuì.
Quando la Decade tragica, una rivolta contro Madero, scoppiò a Città del Messico nel 1913, Ángeles tornò di corsa nella capitale. Lì, Madero voleva nominarlo capo delle truppe fedeli al governo, ma questo fu fermato dallo staff militare, perché Ángeles non era ancora un generale. Invece, Victoriano Huerta fu nominato capo e disertò, deponendo Madero. Quando Madero e il suo vicepresidente José María Pino Suárez furono assassinati, Ángeles fuggì in Francia.
In Francia entrò in contatto con gli avversari di Huerta, che lo persuasero a tornare in Messico. Ángeles si unì all'esercito costituzionale di Venustiano Carranza, che lo nominò generale di brigata. Ángeles ideò la strategia del triplo attacco a Città del Messico: Álvaro Obregón da nord-ovest, Pancho Villa da nord e Pablo González Garza da nord-est. Tuttavia, Carranza vide Ángeles come un sostenitore del vecchio ordine e diffidava di lui. Carranza fu quindi felice quando Ángeles si unì alla División del Norte di Pancho Villa come generale di artiglieria. Ángeles ebbe un ruolo importante nei maggiori successi di Villa, tra cui la battaglia di Torreón ma soprattutto la presa di Zacatecas. Ángeles era conosciuto come un uomo molto gentile. Più volte convinse Villa a non uccidere i nemici catturati e lo stesso Ángeles cercò sempre di fare il minor numero di vittime possibile durante le sue battaglie. Villa aveva piena ammirazione per Ángeles, e questo ebbe un'influenza moderatrice su di lui.
Dopo la sconfitta di Huerta e la vittoria dei costituzionalisti, la leadership rivoluzionaria si disintegrò. Ángeles si schierò con Villa contro Carranza e servì come rappresentante di Villa alla Convenzione di Aguascalientes. Ángeles, uno dei leader più esperti dei convenzionalisti, fu proposto come candidato presidenziale, ma la convenzione decise di nominare Eulalio Gutiérrez come presidente. Nel 1915, guidò con successo la cattura di Monterrey, ma fu sconfitto poco dopo, quindi fuggì negli Stati Uniti. Qui tentò di radunare gente per porre fine alla guerra civile e formare un governo di coalizione. Dopo la fine della prima guerra mondiale, temeva che gli Stati Uniti sarebbero intervenuti in Messico se la violenza fosse continuata. Ritornò in Messico ma non riuscì a convincere Villa a porre fine alla sua guerriglia.
Dopo un fallito attacco di Villa su Ciudad Juárez, vide che lo spargimento di sangue non sarebbe mai finito e lasciò l'esercito di Villa. Viaggiò da solo per un po' fino a quando fu arrestato dalle truppe di Carranza. Dopo un processo farsa, fu condannato a morte e, nonostante le richieste di perdono da parte del governo degli Stati Uniti e Sara Pérez, la vedova di Madero, fu fucilato.

## Riconoscimenti
Nel 2020 gli è stato intitolato dal presidente Andrés Manuel López Obrador il nuovo aeroporto internazionale di Città del Messico.